# Exacum pedunculatum
Exacum pedunculatum är en gentianaväxtart som beskrevs av Carl von Linné. Exacum pedunculatum ingår i släktet Exacum och familjen gentianaväxter. Inga underarter finns listade i Catalogue of Life.